# باول وير
باول وير (بالإنجليزية: Paul Ware)‏ (7 نوفمبر 1970 في المملكة المتحدة - 17 أبريل 2013 في المملكة المتحدة) هو لاعب كرة قدم بريطاني في مركز الوسط. لعب مع ستوك سيتي وستوكبورت كونتي وكارديف سيتي وماكليسفيلد تاون ونادي روتشديل ونادي هدنسفورد تاون ونونيتون بورو ‏.

## وصلات خارجية
- باول وير على موقع قاعدة بيانات كرة القدم.إي يو (الإنجليزية)